# بلايريو-إس بيه إيه دي إس 27
بلايريو -إٍس بيه إيه دي إس 27 (بالإنجليزية: Blériot-SPAD S.27)‏ هي طائرة رحلات صغيرة، بمحرك واحد وثلاثة مقاعد. طورت بعد وقت قصير من الحرب العالمية الأولى. أنتجت في فرنسا. من صناعة بلايريو ايروناتيك. كان أول طيران لها في 1919. صنع منها 10 طائرة.